# Zaglyptogastra plumiseta
Zaglyptogastra plumiseta är en stekelart som först beskrevs av Günther Enderlein 1920.  Zaglyptogastra plumiseta ingår i släktet Zaglyptogastra och familjen bracksteklar. Inga underarter finns listade i Catalogue of Life.